# Grupo Hondo
El Grupo Hondo fue un grupo de pintores españoles, creado en 1961 en Madrid. Sus fundadores fueron Juan Genovés, José Paredes Jardiel, Fernando Mignoni Guerra y Gastón Orellana, que se juntaron para una exposición conjunta en la Galería Neblí de Madrid. Oponiéndose a la abstracción propia del arte informal, utilizan un estilo expresionista neo-figurativo al que aplican unas técnicas rápidas, automáticas y libres, para plasmar “la crónica de la realidad española”. En 1963 prepararon una segunda exposición en la Sociedad de Amigos de Arte, en Madrid, en la que se añadieron José Vento y Carlos Sansegundo. El grupo fue disuelto en 1964.